# جنگ کیتوس
جنگ کیتوس (عبری: מרד הגלויות‎، آوانگاری: mered ha-galuyot) یکی از جنگ‌های یهود و روم (۶۶–۱۳۶) بود. شورش‌ها در سال ۱۱۵ شروع شد، زمانی که اکثر ارتش روم در حال مبارزه در جنگ‌های اشکانیان و رومیان در مرز شرقی امپراتوری روم بودند.